# Winand Osiński

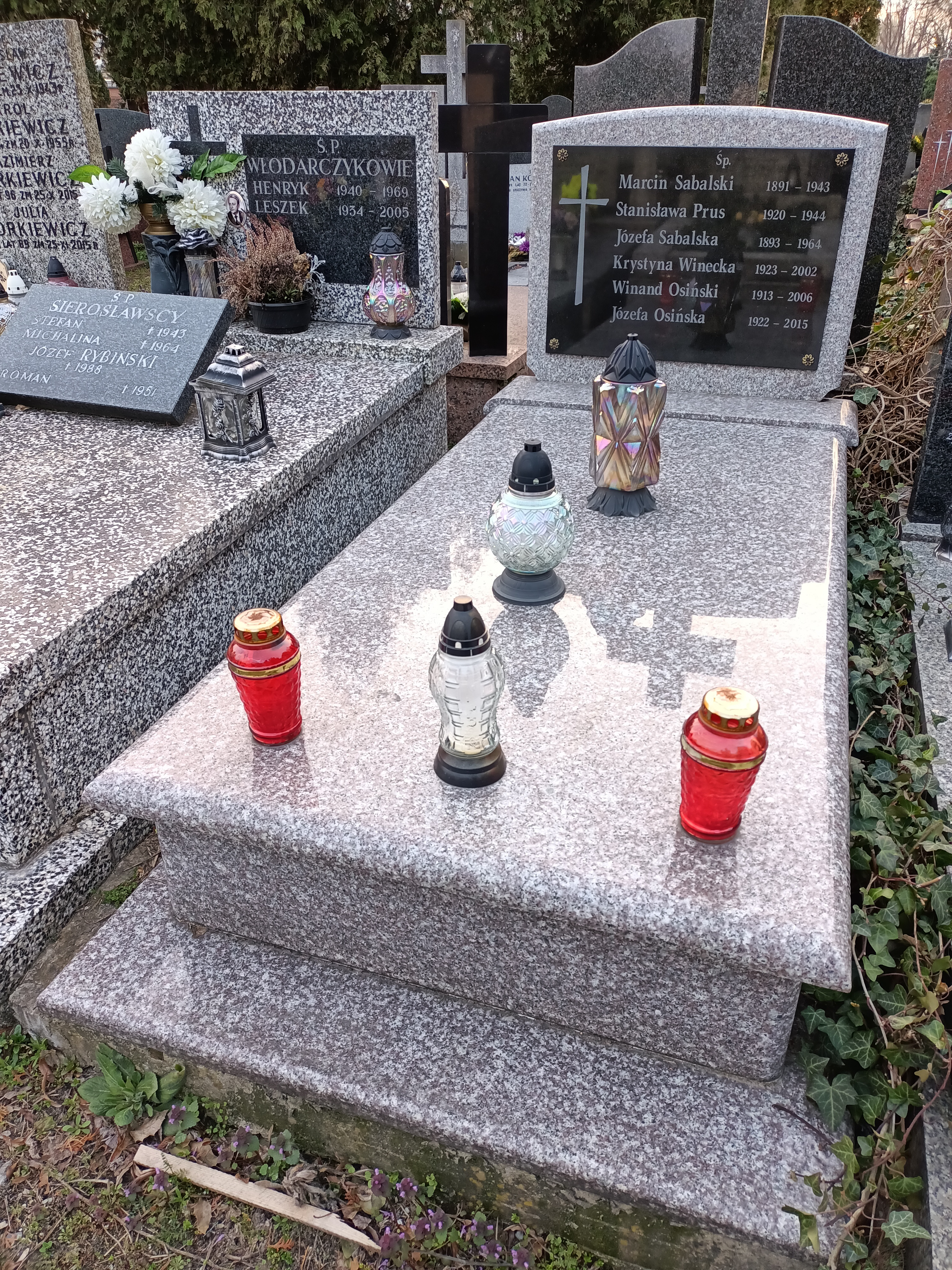
Grób Winanda Osińskiego na Cmentarzu Bródnowskim

Winand Osiński (ur. 22 sierpnia 1913 w Gladbeck (Niemcy), zm. 11 kwietnia 2006 w Sławkach k. Makowa Mazowieckiego) – polski lekkoatleta, maratończyk.
Był pierwszym olimpijczykiem wywodzącym się z ziemi koszalińskiej. Reprezentował Polskę na Igrzyskach Olimpijskich w Helsinkach w 1952 roku w biegu maratońskim, w którym zajął 47. miejsce.
Przed wojną był mistrzem Polski w sztafecie 3 × 1000 m (w 1938). W latach czterdziestych i pięćdziesiątych jako lekkoatleta "Unii" (obecny "Darzbór" Szczecinek) zdobył trzykrotnie mistrzostwo Polski w maratonie, w latach 1948, 1950 i 1951.
Był inżynierem leśnikiem, pracował jako nadleśniczy (trenował, biegając po lesie). Gdy w 1949 r. pracował w okolicach Wałcza, namówił znanego trenera i działacza lekkoatletycznego Jana Mulaka do organizowania w położonym tam niewielkim ośrodku o nazwie „Bukowina” zgrupowań lekkoatletów, zwłaszcza biegaczy. Propozycję tę zrealizowano i dzięki temu powstał w Wałczu Ośrodek Przygotowań Olimpijskich, obecnie jedna z placówek Centralnego Ośrodka Sportu.
Jako zawodnik reprezentował barwy Sokoła I Bydgoszcz, Polonii Warszawa, Warszawianki, HKS Bydgoszcz i Unii Szczecinek.
Trzydzieści lat po występie olimpijskim (1982) w Szczecinku zainicjowano organizację biegu ulicznego im. Winanda Osińskiego. W mieście tym imię Winanda Osińskiego nosi też jeden z ważniejszych komunikacyjnie placów. 
Pochowany na cmentarzu Bródnowskim (kwatera A93-3-9).